# 545
Năm 545 là một năm trong lịch Julius.

## Mất
Phạm Tu